# Yoshida Kōtarō
Kōtarō Yoshida (吉田 幸太郎 Yoshida Kōtarō?, 1883-1966) fue un experto en artes marciales y miembro de una organización japonesa ultra-nacionalista llamada Kokuryukai (Sociedad del Dragón Negro) que promulgaba la «ascendencia pan-asiática» en la época previa a la Segunda Guerra Mundial. 
Nace en octubre de 1883 en Miyama-mura, Tamura-gun, Prefectura de Fukushima. Periodista y escritor  graduado en Tohoku Gakuin en Sendai en 1906 y con posgrado en la Universidad de Waseda. Autor de numerosos libros pero del que queda muy poca documentación sobre su vida, ya que sus actividades siempre se mantuvieron con muy poca difusión por lo que mucha de la información disponible proviene de testimonios.
Uno de sus principales discípulos, el maestro Richard Kim, indica que Yoshida proviene de una familia samurái y aprendió Daito-Ryu Aiki Jujutsu con Takeda Sokaku de quién recibió el Kyōju Dairi en 1915, siendo el que presentó a Morihei Ueshiba , que posteriormente sería el fundador del Aikidō.
Antes de la Segunda Guerra, Yoshida dicta clases en el Dai Nihon Butokukai (大日本武德會, Sociedad de las virtudes marciales del Gran Japón) academia imperial que preparaba en artes marciales a los militares de alto rango y otras personalidades importantes en la cual también participaban figuras como Jigoro Kano y Morihei Ueshiba. Un hijo de Yoshida Kotaro (Yoshida Kenji) emigró a EE. UU. antes de la guerra y enseñó técnicas aparentemente de Aiki jujutsu , Kenjutsu y Kobudō a un norteamericano de nombre Don Angier que enseñó en California, durante la década de los años 60 y 70.
En los años 60 Yoshida enseña por un breve período a Kondo Katsuyuki el único que ha recibido el Menkyo kaiden de Takeda Tokimune. Paralizado en los últimos años por un accidente cerebrovascular, se muda a Hitachi, en la Prefectura Ibaragi donde fallece en 1966.